# Tjeckiens president
Tjeckiens president, formellt Republikens president (tjeckiska: Prezident republiky), är landets statschef.
Presidenten väljs genom direkt val för en mandatperiod om fem år. Presidenten kan endast väljas om en gång och ingår inte i Tjeckiens regering som leds av Tjeckiens premiärminister. 
Petr Pavel, pensionerad general i Tjeckiens armé som var ordförande i Natos militärkommitté 2015–2018, är Tjeckiens president sedan 2023.

## Roll och funktion

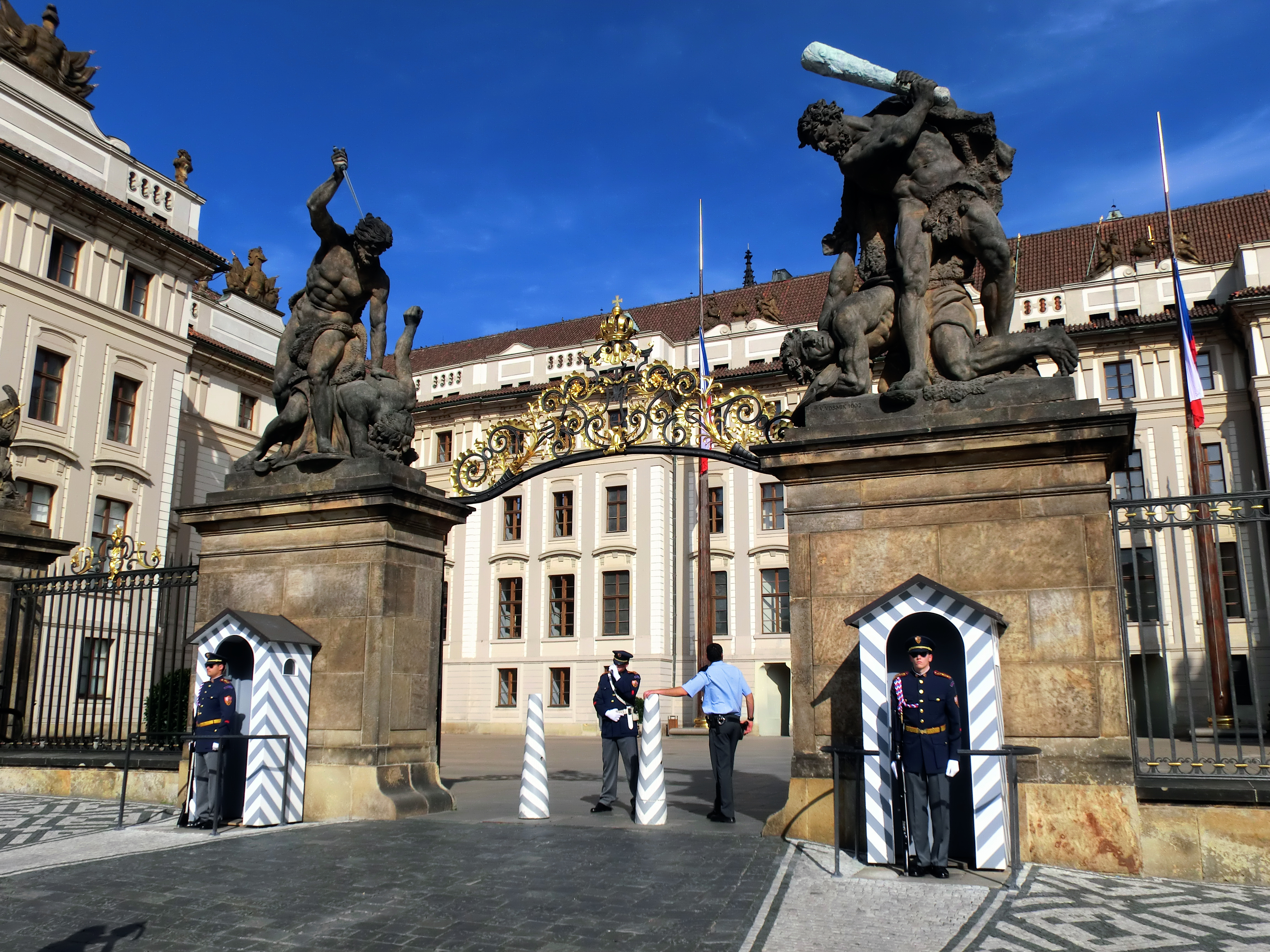
Pragborgen är presidentens officiella residens och ämbetssäte.

Tjeckien och Slovakien uppstod som separata suveräna stater efter Tjeckoslovakiens upplösning som trädde i kraft 1 januari 1993. 
Från 1993 till 2012 valdes presidenten genom indirekt val av Tjeckiens parlament, men är därefter folkvald. Presidentens roll är dock i huvudsak ceremoniella och representativa. Han ska vara en samlande och opartisk symbol för landet och presidenten har få egentliga befogenheter som inte kräver godkännande av premiärministern eller andra ministrar. Presidenten har dock en viktig befogenhet: vetorätt över lagstiftning, förutom i grundlagsfrågor. Detta påverkade ratificerandet av Europeiska unionens Lissabonfördrag.

## Tjeckiens presidenter
| Nr | Bild | Namn                     | Tillträde       | Avgång          | Anmärkning                           | Not   |
| -- | ---- | ------------------------ | --------------- | --------------- | ------------------------------------ | ----- |
| 1  |      | Václav Havel (1936–2011) | 2 februari 1993 | 2 februari 2003 | Tjeckoslovakiens president 1989–1993 | [ 2 ] |
| 2  |      | Václav Klaus (född 1941) | 7 mars 2003     | 7 mars 2013     |                                      | [ 3 ] |
| 3  |      | Miloš Zeman (född 1944)  | 8 mars 2013     | 8 mars 2023     | Första direktvalda presidenten.      | [ 5 ] |
| 4  |      | Petr Pavel (född 1961)   | 9 mars 2023     | inkumbent       |                                      | [ 6 ] |